# Conus lozeti
Espèce
Conus lozeti est une espèce de mollusques gastéropodes marins de la famille des Conidae.
Comme toutes les espèces du genre Conus, ces escargots sont prédateurs et venimeux. Ils sont capables de « piquer » les humains et doivent donc être manipulés avec précaution, voire pas du tout.

## Description
La taille de la coquille varie entre 50 mm et 65 mm.

## Distribution
Cette espèce marine est présente au large de Madagascar.

## Taxinomie

### Publication originale
L'espèce Conus lozeti a été décrite pour la première fois en 1980 par le malacologiste français Richard (d) dans Cahiers de l'Indo-Pacifique,.

### Synonymes
- Conus (Leptoconus) lozeti Richard, 1980 · non accepté
- Conus (Malagasyconus) lozeti Richard, 1980 · appellation alternative
- Conus (Plicaustraconus) lozeti Richard, 1980 · non accepté
- Endemoconus lozeti (Richard, 1980) · non accepté
- Malagasyconus lozeti (Richard, 1980) · non accepté
- Plicaustraconus lozeti (Richard, 1980) · non accepté